# Amylosporus campbellii
Amylosporus campbellii är en svampart som först beskrevs av Miles Joseph Berkeley, och fick sitt nu gällande namn av Leif Ryvarden 1977. Amylosporus campbellii ingår i släktet Amylosporus och familjen Bondarzewiaceae.   Inga underarter finns listade i Catalogue of Life.